# Červená jáma
Červená jáma (německy Rote Grube nebo Georgspinge) je jáma po raně novověké důlní činnosti v katastrálním území Hřebečná z města Abertamy. V zásadě je to velká povrchová dobývka (pinka), jsou zde však i propady po hlubinné těžbě, ke které tu rovněž docházelo. Leží v Krušných horách blízko zaniklé hornické osady Bludná, kde se v 16. až 18. století těžil cín a železo. Jáma je dlouhá 230 metrů, široká až 30 metrů a hluboká kolem 20 metrů. Ministerstvo kultury ČR ji roku 2013 prohlásilo kulturní památkou v rámci komplexu Cínový důl Hřebečná, do kterého vedle Červené jámy patří i důl Mauritius a další pozůstatky důlní činnosti v okolí. Spolu se stopami těžby v Horním Slavkově jde o největší pozůstatek raně novověké těžby rud na území Česka.